# Кушнірик Віталій Богданович
Віта́лій Богда́нович Кушні́рик  (*1968 — †23 березняfact? 2008fact?, Тернопіль) — майстер карате, тренер збірної України з карате, засновник тернопільської школи карате, володар 5 дана по Кіокушин будокай та багато інших у споріднених стилях.  Помер після тяжкої хвороби у віці 39 років

## Життєпис
З дитинства займався класичною боротьбою в школі олімпійського резерву м. Тернополя.
З 1982 р. став займатися карате.
1987-1989 р. - служба в радянській армії, участь у змаганнях по РБ за Московський військовий округ. і Білоруський військовий округ. Виконав нормативи майстра спорта по РБ.
1994 р. - здав на I дан С. Арнелю (з 60 тоді здали всього 14), отримав офіційну ліцензію на право проведення атестацій в Україні.
1996 р. - здав на другий дан С. Арнелю.
Відрізнявся  хорошою техникою бою і кіхон. В той час він був старшим тренером Тернопільскої області по східним єдиноборствам.
Свій перший екзамен в кьокусинкай склав Ховарду Коллізу зразу на 4 пояси
Віталій Кушнірик виховав багато призерів Європи, чемпіонів України.

## Відзнаки
1990 р. - команда Тернополя під його керівництвом перемогла на Всесоюзному турнірі по РБ.
1991 р. - переміг на Першості Української Національної асоціації (альтернативна організації Близнюка).
Занесен в энциклопедию Тернопольского края.